# Georg Gromsch
Richard Georg Gromsch (* 11. Oktober 1855 in Danzig; † 12. Dezember 1910 ebenda) war ein in Tsingtau, Kiel und Danzig tätiger deutscher Kaiserlicher Marine-Oberbaurat und Hafenbaudirektor.

## Leben und Karriere
Gromsch wuchs in Danzig auf. Nach dem Schulbesuch studierte er Bauingenieurwesen. Nach den beiden Hauptprüfungen war er vermutlich als Bauführer und dann als Regierungsbaumeister tätig, offenbar zunächst im Danziger Hafen- und Werftbereich. Spätestens ab Mai 1896 war er in Wilhelmshaven und spätestens ab August 1897 in Kiel tätig. Dort war er Bauinspektor auf der Kaiserlichen Werft Kiel unter Direktor Georg Franzius. Franzius war im Frühjahr 1897 nach China geschickt worden, um verschiedene Standorte an der chinesischen Küste zu vermessen, die als Flottenstützpunkt für die deutsche Ostasiatische Kreuzerdivision in Frage kämen. Franzius hatte dabei auch die Bucht von Kiautschou besucht und vermessen, die kurze Zeit später, nach der Ermordung von zwei deutschen Missionaren am 1. November 1897, am 14. November 1897 von einem deutschen Matrosenlandungskorps besetzt wurde. In den anschließenden Verhandlungen mit der chinesischen Regierung pachtete Deutschland an der Ostküste der Kiautschou-Bucht ein Areal für 99 Jahre. Unter der Führung des Reichsmarineamtes und seines Staatssekretärs Tirpitz sollte Tsingtau dann zu einem Flotten- und Handelsstützpunkt ausgebaut werden, in dessen modernen Hafen Kriegs- und Hochseeschiffe anlegen sollten. Außerdem sollten Docks zur Reparatur von Schiffen entstehen. Gerade deutsche Marineschiffe konnten bis dahin in Ostasien nur in ausländischen Häfen repariert werden. Vermutlich auf Empfehlung von Franzius bestimmte Tirpitz Gromsch zum Leiter der Bauverwaltung beim Gouvernement in Tsingtau. Dazu unterstanden Gromsch drei Abteilungen: 1. Hafenbau. 2. Tiefbau 3. Hochbau. Gromsch traf am 16. Mai 1898 in Tsingtau ein. Der Entwurf des Tsingtauer Bauplanes des Großen Hafens mit langem nördlichen Umfassungswall und zwei Molen wurde dann bereits am 2. September veröffentlicht und stammte maßgeblich von Gromsch. Der Baubeginn fand kurz darauf statt. Am 29. Juli 1900 wurde Gromsch, in der Zwischenzeit bereits Marine-Baurat, zum Hafenbaubetriebsdirektor ernannt und im Februar 1902 erhielt er den Roten Adlerorden IV. Klasse. Am 12. Februar 1902 reiste Gromsch nach Shanghai und von dort für vier Wochen nach Hankou, wo eine Kaimauer eingestürzt war und repariert werden musste. Gromsch verließ China dann im November 1902 und hielt sich zunächst einige Zeit in Zoppot bei Danzig auf. Gromschs Nachfolger in Tsingtau wurde Julius Rollmann. Am 8. April 1903 wurde er als Marinebaurat und Hafenbaumeister nach Kiel berufen, aber bereits am 22. Oktober 1903 trat er eine Stelle als Hafenbaudirektor in Danzig an. Er wurde dann noch zum Marine-Oberbaurat befördert und starb am 12. Dezember 1910 nach längerer Krankheit in Danzig. Im Hafenviertel Tsingtaus wurde eine Straße nach Gromsch benannt (1923 wurde die Straße in Baoshan Lu umbenannt. Heute ist die Straße nicht mehr vorhanden).

## Privates
Gromsch war mit Anna Clara Rosalie Nath (* 9. Februar 1868) verheiratet, aus der Ehe gingen drei Söhne und eine Tochter hervor.

## Weblink und Quellen
- Wilhelm Matzat: Biographie Richard Gromsch. In: www.tsingtau.org – Geschichte der Deutschen in Ostasien – 1898 bis 1946. Abgerufen am 18. Mai 2016.